# دستگاه اعداد پایه ۶۰

دستگاه اعداد پایه ۶۰ در ریاضیات بابلیان

دستگاه اعداد پایه ۶۰ (بر مبنای ۶۰) نوعی سامانه شمارش است، که در آن عدد شصت به عنوان مبنا و پایه شمارش محسوب می‌شود. سومریان باستان این روش شمارش را سه هزار سال پیش از میلاد ابداع کردند و سپس آن را به بابلیان  منتقل کردند. این شیوه شمارش به شکل اصلاح شده هنوز هم در اندازه‌گیری زمان، زاویه و مختصات جغرافیایی کاربرد دارد.
عدد شصت، عددی است که بخش پذیری بالایی دارد، و به دوازده فاکتور یا مقسوم علیه، یعنی {۱، ۲، ۳، ۴، ۵، ۶، ۱۰، ۱۲، ۱۵، ۲۰، ۳۰، ۶۰} بخش پذیر است که از بین آن‌ها ۲، ۳ و ۵ عدد اول هستند. با این بخش پذیری بالا، اعداد بدست آمده از تقسیم کردن آن بدون کسری بوده و بیان کردن آن ساده‌تر می‌شود. به عنوان مثال، یک ساعت را می‌تواند به‌طور مساوی و بدون کسر، را به بخش‌های از ۳۰ دقیقه، ۲۰ دقیقه، ۱۵ دقیقه، ۱۲ دقیقه، ۱۰ دقیقه، ۶ دقیقه، ۵ دقیقه، ۴ دقیقه، ۳ دقیقه، ۲ دقیقه و ۱ دقیقه تقسیم نمود، بدون اینکه نیازی به استفاده از ثانیه باشد. همچنین شصت کوچکترین عددی است که به اعداد ۱ تا ۶ بخش پذیر است و بنابراین کوچکترین مضرب مشترک اعداد ۱ تا ۶ می‌باشد.